# Calder Memorial Trophy

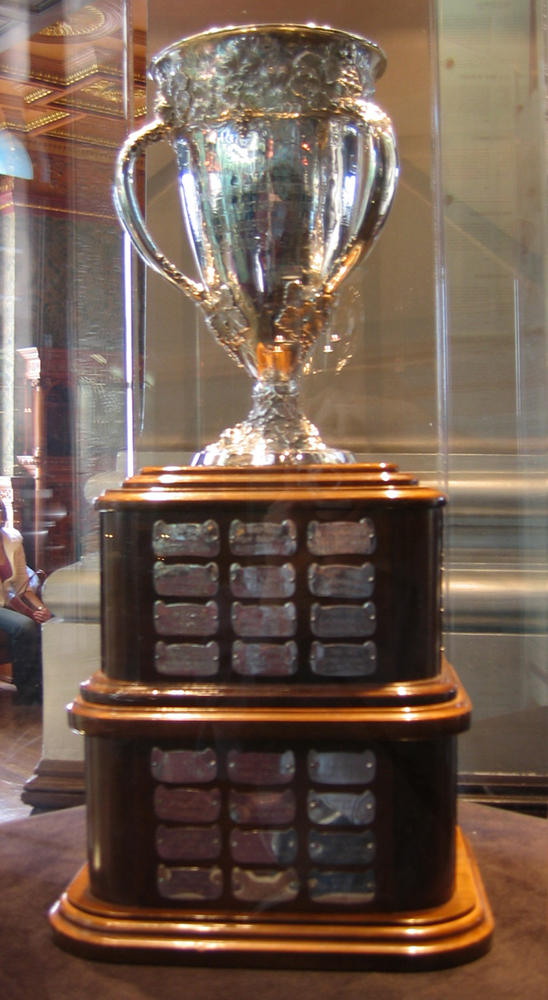
Calder Memorial Trophy

Calder Memorial Trophy byla založena v roce 1936 předsedou NHL Frankem Calderem a bylo stanoveno, že bude každoročně věnována nejlepšímu nováčkovi soutěže. Soutěž o nejlepšího nováčka sezony byla součástí NHL už od roku 1933, ale teprve Calder jí dal trofej. Po Calderově smrti v roce 1943 věnovala NHL vzpomínkovou trofej včetně putovní, kterou mohl získat hráč, jenž odehrál svou první sezonu v NHL nebo hráč, který v NHL nastupoval druhou sezonu, ale pouze pokud v té první neodehrál více než 25 zápasů. Jejím držitelem se mohl stát dokonce i hráč, který se v soutěži pohyboval již třetím rokem. Podmínkou však je, že ve dvou předchozích sezonách nesehrál více než šest utkání v základní soutěži. Jako ve většině ostatních i v této soutěži o vítězi rozhodují reportéři NHL. Za celou dobu existence Calder Trophy došlo jen k jediné změně stanov. V roce 1990, poté, co se jejím držitelem stal ruský "veterán" Sergej Makarov, tehdy již dvaatřicetiletý, bylo rozhodnuto, že se vítězem trofeje smí stát jen hráč, který dosáhl 15. srpna po skončení sezony věku maximálně 26 let.

## Volení držitelé
| Calder Memorial Trophy (nejlepší nováček) |                      |                       |
| Sezóna                                    | Vítěz                | Tým                   |
| 1932–1933                                 | Carl Voss            | Detroit Red Wings     |
| 1933–1934                                 | Russ Blinco          | Montreal Maroons      |
| 1934–1935                                 | Dave Schriner        | New York Americans    |
| 1935–1936                                 | Mike Karakas         | Chicago Blackhawks    |
| 1936–1937                                 | Syl Apps             | Toronto Maple Leafs   |
| 1937–1938                                 | Cully Dahlstrom      | Chicago Blackhawks    |
| 1938–1939                                 | Frank Brimsek        | Boston Bruins         |
| 1939–1940                                 | Kilby MacDonald      | New York Rangers      |
| 1940–1941                                 | Johnny Quilty        | Montreal Canadiens    |
| 1941–1942                                 | Grant Warwick        | New York Rangers      |
| 1942–1943                                 | Gaye Stewart         | Toronto Maple Leafs   |
| 1943–1944                                 | Gus Bodnar           | Toronto Maple Leafs   |
| 1944–1945                                 | Frank McCool         | Toronto Maple Leafs   |
| 1945–1946                                 | Edgar Laprade        | New York Rangers      |
| 1946–1947                                 | Howie Meeker         | Toronto Maple Leafs   |
| 1947–1948                                 | Jim McFadden         | Detroit Red Wings     |
| 1948–1949                                 | Pentti Lund          | New York Rangers      |
| 1949–1950                                 | Jack Gelineau        | Boston Bruins         |
| 1950–1951                                 | Terry Sawchuk        | Detroit Red Wings     |
| 1951–1952                                 | Bernie Geoffrion     | Montreal Canadiens    |
| 1952–1953                                 | Gump Worsley         | New York Rangers      |
| 1953–1954                                 | Camille Henry        | New York Rangers      |
| 1954–1955                                 | Ed Litzenberger      | Chicago Black Hawks   |
| 1955–1956                                 | Glenn Hall           | Detroit Red Wings     |
| 1956–1957                                 | Larry Regan          | Boston Bruins         |
| 1957–1958                                 | Frank Mahovlich      | Toronto Maple Leafs   |
| 1958–1959                                 | Ralph Backstrom      | Montreal Canadiens    |
| 1959–1960                                 | Bill Hay             | Chicago Black Hawks   |
| 1960–1961                                 | Dave Keon            | Toronto Maple Leafs   |
| 1961–1962                                 | Bobby Rousseau       | Montreal Canadiens    |
| 1962–1963                                 | Kent Douglas         | Toronto Maple Leafs   |
| 1963–1964                                 | Jacques Laperriere   | Montreal Canadiens    |
| 1964–1965                                 | Roger Crozier        | Detroit Red Wings     |
| 1965–1966                                 | Brit Selby           | Toronto Maple Leafs   |
| 1966–1967                                 | Bobby Orr            | Boston Bruins         |
| 1967–1968                                 | Derek Sanderson      | Boston Bruins         |
| 1968–1969                                 | Danny Grant          | Minnesota North Stars |
| 1969–1970                                 | Tony Esposito        | Chicago Black Hawks   |
| 1970–1971                                 | Gilbert Perreault    | Buffalo Sabres        |
| 1971–1972                                 | Ken Dryden           | Montreal Canadiens    |
| 1972–1973                                 | Steve Vickers        | New York Rangers      |
| 1973–1974                                 | Denis Potvin         | New York Islanders    |
| 1974–1975                                 | Eric Vail            | Atlanta Flames        |
| 1975–1976                                 | Bryan Trottier       | New York Islanders    |
| 1976–1977                                 | Willi Plett          | Atlanta Flames        |
| 1977–1978                                 | Mike Bossy           | New York Islanders    |
| 1978–1979                                 | Bobby Smith          | Minnesota North Stars |
| 1979–1980                                 | Ray Bourque          | Boston Bruins         |
| 1980–1981                                 | Peter Šťastný        | Quebec Nordiques      |
| 1981–1982                                 | Dale Hawerchuk       | Winnipeg Jets         |
| 1982–1983                                 | Steve Larmer         | Chicago Black Hawks   |
| 1983–1984                                 | Tom Barrasso         | Buffalo Sabres        |
| 1984–1985                                 | Mario Lemieux        | Pittsburgh Penguins   |
| 1985–1986                                 | Gary Suter           | Calgary Flames        |
| 1986–1987                                 | Luc Robitaille       | Los Angeles Kings     |
| 1987–1988                                 | Joe Nieuwendyk       | Calgary Flames        |
| 1988–1989                                 | Brian Leetch         | New York Rangers      |
| 1989–1990                                 | Sergej Makarov       | Calgary Flames        |
| 1990–1991                                 | Ed Belfour           | Chicago Black Hawks   |
| 1991–1992                                 | Pavel Bure           | Vancouver Canucks     |
| 1992–1993                                 | Teemu Selänne        | Winnipeg Jets         |
| 1993–1994                                 | Martin Brodeur       | New Jersey Devils     |
| 1994–1995                                 | Peter Forsberg       | Quebec Nordiques      |
| 1995–1996                                 | Daniel Alfredsson    | Ottawa Senators       |
| 1996–1997                                 | Bryan Berard         | New York Islanders    |
| 1997–1998                                 | Sergej Samsonov      | Boston Bruins         |
| 1998–1999                                 | Chris Drury          | Colorado Avalanche    |
| 1999–2000                                 | Scott Gomez          | New Jersey Devils     |
| 2000–2001                                 | Jevgenij Nabokov     | San Jose Sharks       |
| 2001–2002                                 | Dany Heatley         | Atlanta Thrashers     |
| 2002–2003                                 | Barret Jackman       | St. Louis Blues       |
| 2003–2004                                 | Andrew Raycroft      | Boston Bruins         |
| 2004–2005                                 | Neudělena pro stávku | -                     |
| 2005–2006                                 | Alexandr Ovečkin     | Washington Capitals   |
| 2006–2007                                 | Jevgenij Malkin      | Pittsburgh Penguins   |
| 2007–2008                                 | Patrick Kane         | Chicago Black Hawks   |
| 2008–2009                                 | Steve Mason          | Columbus Blue Jackets |
| 2009–2010                                 | Tyler Myers          | Buffalo Sabres        |
| 2010–2011                                 | Jeff Skinner         | Carolina Hurricanes   |
| 2011–2012                                 | Gabriel Landeskog    | Colorado Avalanche    |
| 2012–2013                                 | Jonathan Huberdeau   | Florida Panthers      |
| 2013–2014                                 | Nathan MacKinnon     | Colorado Avalanche    |
| 2014–2015                                 | Aaron Ekblad         | Florida Panthers      |
| 2015–2016                                 | Artěmij Panarin      | Chicago Blackhawks    |
| 2016–2017                                 | Auston Matthews      | Toronto Maple Leafs   |
| 2017–2018                                 | Mathew Barzal        | New York Islanders    |
| 2018–2019                                 | Elias Pettersson     | Vancouver Canucks     |
| 2019–2020                                 | Cale Makar           | Colorado Avalanche    |
| 2020–2021                                 | Kirill Kaprizov      | Minnesota Wild        |
| 2021–2022                                 | Moritz Seider        | Detroit Red Wings     |
| 2022–2023                                 | Matty Beniers        | Seattle Kraken        |
| 2023–2024                                 | Connor Bedard        | Chicago Blackhawks    |
| 2024–2025                                 | Lane Hutson          | Montreal Canadiens    |
| Zdroj na eliteprospects.com               |                      |                       |